# Kiss (singel Prince’a)
Kiss – utwór muzyczny amerykańskiego piosenkarza Prince’a i jego zespołu The Revolution, wydany w 1986 jako singiel promujący ścieżkę dźwiękową do filmu Zakazana miłość (1986).
Prince początkowo przekazał utwór zespołowi Mazarati, w którym grał jego basista, Mark Brown. Muzyk wraz z perkusistą Bobbym Rivkinem dodali do akustycznego, bluesowego demo dodatkową, funkową warstwę melodyczną, a Prince zdecydował się wówczas na samodzielne nagranie piosenki. Utwór przybrał funkowo-R&Bowe brzmienie i został zaśpiewany przez artystę falsetem.
Utwór stał się międzynarodowym przebojem i dotarł m.in. do pierwszego miejsca na amerykańskiej liście przebojów Hot 100. W 2018 zajął 491. miejsce na liście przebojów wszech czasów z okazji 60-lecia notowania Hot 100.
W 1988 swoją wersję przeboju nagrał zespół The Art of Noise przy współpracy z Tomem Jonesem. Singiel dotarł m.in. do piątego miejsca na liście UK Singles Chart.